# Гранье-Дефер, Пьер
Пьер Жюлье́н Гранье́ (фр. Pierre Julien Granier, более известный как Пьер Гранье́-Дефе́р фр. Pierre Granier-Deferre; 22 июля 1927, Париж, Франция — 16 ноября 2007, там же) — французский кинорежиссёр и сценарист.

## Биография
Начинал свой путь в кинематограф ассистентом у режиссёров: Дени де Ла Пательера, Жана-Поля ле Шануа, Марселя Карне, Андре Бертомьё, Жоржа Лампена и других. Окончил ИДЕК (фр.). Дебютировал в большом кино в 1962 году («Маленький лифтёр»). По времени восхождение его карьеры совпало с расцветом французской новой волны, но он предпочитал оставаться ремесленником, отдающим предпочтение добротным жанровым картинам. Нередко брался за экранизации современных французских писателей. Благодаря его лентам смогли раскрыться новые грани таланта снимавшихся у него актёров, таких как Жан Габен, Симона Синьоре, Лино Вентура, Роми Шнайдер, Ален Делон и других. Фильмы Гранье-Дефера пользовались постоянным зрительским вниманием и сопровождались большим коммерческим успехом. Работал для телевидения. Всегда писал сценарии к своим картинам, редко прибегая к помощи соавторов.
Был трижды женат. Трое из его четырёх детей связали свою жизнь с кинематографом: режиссёр Дени Гранье-Дефер, продюсер Кристоф Гранье-Дефер и актриса Селия Гранье-Дефер.

## Фильмография

### Режиссёр
- 1962 — Маленький лифтёр / Le Petit Garçon de l'ascenseur
- 1964 — Приключения Салавена / Les Aventures de Salavin
- 1965 — Превращение мокриц / La Métamorphose des cloportes (по роману Альфонса Будара[фр.], Франция—Италия)
- 1966 — Париж в августе / Paris au mois d'août
- 1967 — Верзилы / Le Grand Dadais
- 1970 — Героин / La Horse (Франция—Италия—Германия, в советском прокате «Тайна фермы Мессе»)
- 1971 — Кот / Le Chat (по Жоржу Сименону, Франция—Италия)
- 1971 — Вдова Кудер / La Veuve Couderc (по Жоржу Сименону, Франция—Италия)
- 1973 — Сын / Le Fils (Франция—Италия)
- 1973 — Поезд / Le Train (по Жоржу Сименону, Франция—Италия)
- 1974 — Раса «господ» / La Race des seigneurs (по Фелисьену Марсо, Франция—Италия)
- 1974—1979 — Необычные истории / Histoires insolites (сериал)
- 1975 — Клетка / La Cage
- 1975 — Прощай, полицейский / Adieu poulet
- 1976 — Женщина в окне / Une femme à sa fenêtre (Франция—Италия—Германия)
- 1979 — Военврач / Le Toubib
- 1981 — Странное дело / Une étrange affaire
- 1982 — Северная звезда / L'Étoile du Nord
- 1983 — Друг Венсана / L'Ami de Vincent
- 1985 — Человек с серебряными глазами / L'Homme aux yeux d'argent
- 1986 — Частные уроки / Cours privé
- 1987 — Топиться запрещено / Noyade interdite
- 1988 — Цвет ветра / La Couleur du vent
- 1989 — Австрийка / L'Autrichienne
- 1991—2005 — Мегре / Maigret (сериал)
- 1992 — Голос / La Voix
- 1992 — Архипелаг / Archipel
- 1995 — Малыш / Le Petit Garçon
- 1996 — Последний праздник / La Dernière Fête (ТВ, Канада—Франция—Швейцария)

## Награды
- 1971 — номинация на «Золотого Медведя» 21-го Берлинского международного кинофестиваля («Кот»)
- 1982 — номинация на «Золотого Медведя» 32-го Берлинского международного кинофестиваля («Странное дело»)
- 1982 — премия имени Отто Дибелиуса международного евангелического жюри 32-го Берлинского международного кинофестиваля («Странное дело»)
- 1982 — номинация на премию «Сезар» за лучшую режиссуру («Странное дело»)
- 1982 — номинация на премию «Сезар» за лучший оригинальный или адаптированный сценарий («Странное дело»)
- 1982 — приз Луи Деллюка («Странное дело»)
- 1983 — премия «Сезар» за лучший адаптированный сценарий («Северная звезда»)